# Decision Model and Notation
Pour les articles homonymes, voir DMN.
 (mai 2019).
Decision Model and Notation (mieux connue sous le sigle DMN) est une norme publiée par l'Object Management Group (OMG) et de facto un langage de modélisation qui permet d'avoir une approche standard pour décrire et modéliser des décisions et règles métier reproductibles au sein d'organisations.
Cela peut être utilisé dans un processus Business process model and notation (BPMN) pour indiquer une décision.
La notation est conçue pour être lisible par les utilisateurs métiers et informatiques.
DMN est devenu un standard pour l'analyse commerciale selon A Guide to the Business Analysis Body of Knowledge (BABOK), dans sa version 3.